# Destination X (2012)
Destination X (2012) foi um evento pay-per-view de wrestling profissional promovido pela Total Nonstop Action Wrestling, ocorreu no dia 8 de julho de 2012 no Impact Wrestling Zone em Orlando, Florida. Esta foi a oitava edição da cronologia do Destination X.

## Antes do evento
Destination X teve lutas de wrestling profissional envolvendo diferentes lutadores com rivalidades e storylines pré-determinadas que se desenvolveram no Impact Wrestling — programa de televisão da Total Nonstop Action Wrestling (TNA). Os lutadores interpretaram um vilão ou um mocinho seguindo uma série de eventos para gerar tensão, culminando em várias lutas.

## Resultados
| Nº                             | Lutas                                                     | Estipulação                                                                                | Duração |
| ------------------------------ | --------------------------------------------------------- | ------------------------------------------------------------------------------------------ | ------- |
| 1                              | Mason Andrews derrotou Dakota Darsow, Rubix e Lars Only   | Last Chance Four Way pela última vaga na Semifinal do Torneio pelo X Division Championship | 08:22   |
| 2                              | Mason Andrews derrotou Kid Kash                           | Semifinal do Torneio pelo X Division Championship                                          | 08:10   |
| 3                              | Kenny King derrotou Douglas Williams                      | Semifinal do Torneio pelo X Division Championship                                          | 10:35   |
| 4                              | Sonjay Dutt derrotou Rashad Cameron                       | Semifinal do Torneio pelo X Division Championship                                          | 07:16   |
| 5                              | Zema Ion derrotou Flip Cassanova                          | Semifinal do Torneio pelo X Division Championship                                          | 03:55   |
| 6                              | Samoa Joe derrotou Kurt Angle por submissão               | Bound For Glory Series match                                                               | 14:38   |
| 7                              | A.J. Styles derrotou Christopher Daniels                  | Last Man Standing match                                                                    | 17:41   |
| 8                              | Zema Ion derrotou Mason Andrews, Kenny King e Sonjay Dutt | Ultimate X Final match para determinar o novo TNA X Division Champion                      | 08:50   |
| 9                              | Austin Aries derrotou Bobby Roode (c)                     | Singles match pelo TNA World Heavyweight Championship                                      | 22:42   |
| (c) - Campeão(s) antes da luta |                                                           |                                                                                            |         |